# Araeococcus pectinatus
Araeococcus pectinatus är en gräsväxtart som beskrevs av Lyman Bradford Smith. Araeococcus pectinatus ingår i släktet Araeococcus och familjen Bromeliaceae. Inga underarter finns listade i Catalogue of Life.